# Fête de la châtaigne

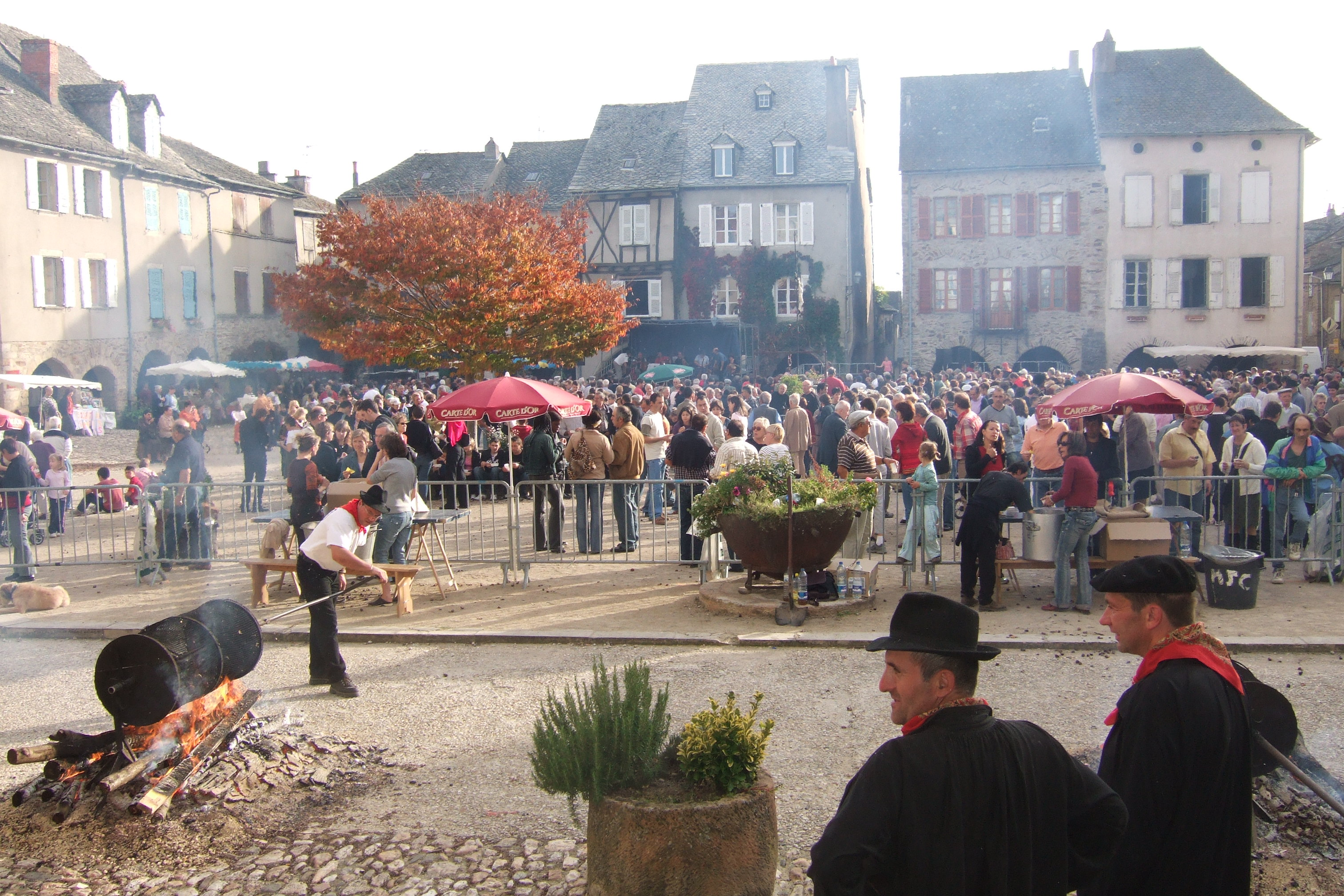
Fête de la châtaigne à Sauveterre-de-Rouergue

Des fêtes de la châtaigne sont organisées pendant les mois de récolte, en France et à travers le monde, dans les régions tempérées ou poussent les châtaigniers, pour célébrer ce fruit qui a nourri tant de personnes par le passé et qui fait partie intégrante du patrimoine gastronomique et culinaire.

## En Espagne
La Castanyada  en Catalogne, le Magosto en Galice, la Magosta en Cantabrie, ou le Magüestu aux Asturies sont une fête populaire que l'on célèbre le jour de la Toussaint, bien que ces derniers temps la célébration ait été déplacée la veille de ce jour, ou bien ou dans les jours proches. À l'instar d'Halloween dans le monde anglo-saxon, elle provient d'une ancienne fête rituelle funéraire.

## En France
La France compte de nombreuses régions castanéicoles comme l'Ardèche, les Cévennes, le Périgord, la Corse, le Cantal mais aussi le Massif des Maures dans le Var.
À Collobrières, capitale du Massif des Maures, les fêtes de la châtaigne se déroulent chaque année depuis plusieurs dizaines d'années, durant les trois derniers dimanches du mois d'octobre. Ces festivités attirent des milliers de personnes venues profiter du cadre, de l'ambiance et du plus grand marché de producteurs et d'artisans de la saison.
À Catenay, en Seine-Maritime, la fête de la châtaigne se déroule chaque année le dernier dimanche d'octobre avec environ 3000 visiteurs. Dans le village se tient un marché de l'artisanat et des saveurs d'automne avec des châtaignes fraîches, grillées et transformées (pain, farine, gâteau, galette, confiture, bière...). Une randonnée thématique a lieu le matin. Le midi, un repas à base de châtaigne est proposé. 
À Villardonnel, dans la Montagne Noire, la fête des châtaignes a lieu chaque année entre octobre et novembre. Cette fête, traditionnellement appelée Las castanhas é lo vin novel, met en avant non seulement la culture castanéicole mais également le vin et les produits régionnaux. Les festivités durent deux jours avec en point d'orgue une grande foire avec des procteurs et artisans locaux. Sa première édition remonte à 1969. 
A Mourjou, dans la châtaigneraie cantalienne, a lieu la Foire de la châtaigne et du châtaignier. Le programme s'articule autour d'un vaste marché autour des produits issus de la châtaigne et/ou du châtaignier. De nombreuses animations sont proposées: techniques, musique et chants, animations pour les enfants, repas, randonnée, gastronomie, etc. L'association du Pélou organise cette grande fête depuis 1995, l'avant dernier week-end d'octobre. A noter que depuis 2018, la Châtaigneraie cantalienne bénéficie du label « Site Remarquable du Goût ». 
Plus insolite, le village isarien de Puiseux-le-Hauberger organise depuis 2016 un festival de la châtaigne puisotine le deuxième week-end de novembre, avec des châtaignes AOP d'Ardèche,Modèle:Références insuffisante.

## En Suisse
À Saint-Gingolph, petit village castanéicole à cheval entre la Suisse et la France, a lieu chaque deuxième week-end d'octobre depuis 1989 la plus vieille fête de la châtaigne du Valais. La brisolée royal ainsi que le sanglier à la broche y sont les principales spécialités. Celle de Fully est toutefois la plus célèbre.